# São Miguel de Poiares
São Miguel de Poiares es una freguesia portuguesa del concelho de Vila Nova de Poiares, con 20,68 km² de superficie y 1.481 habitantes (2001). Su densidad de población es de 71,6 hab/km².